# Église Saint-Pierre d'Ouézy
Pour les articles homonymes, voir Église Saint-Pierre.
L'église Saint-Pierre est une église catholique située à Ouézy, en France.

## Localisation
L'église est située dans le département français du Calvados, dans le bourg d'Ouézy.

## Historique
Le chœur est classé au titre des monuments historiques depuis le 31 décembre 1914.